# Цегляний стиль у Києві

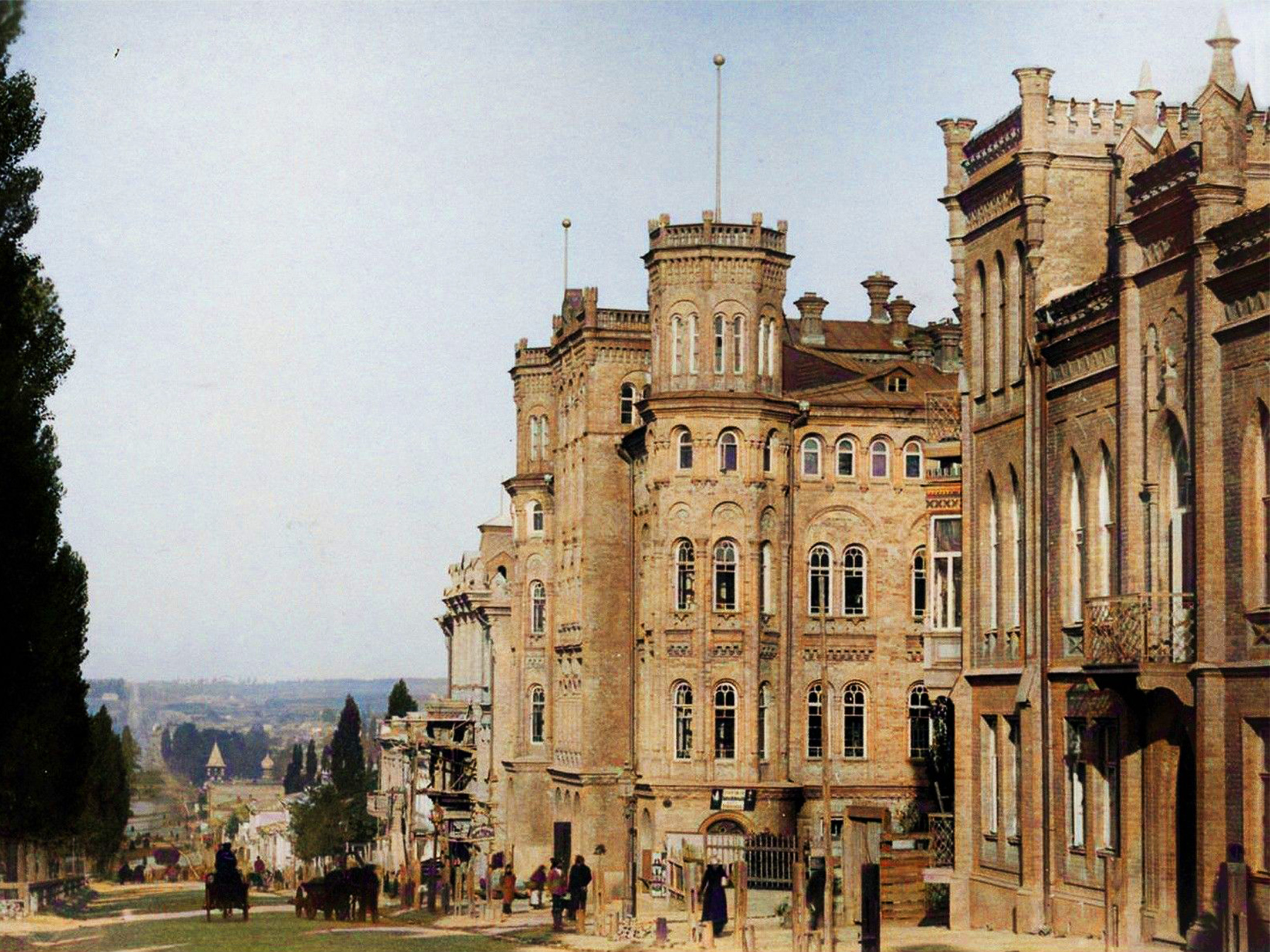
Цегляний «Замок Фроммета»

Ки́ївський цегляни́й стиль — один із напрямків розвитку архітектури Києва у ХІХ — ХХ ст. У цей період у місті зведено низку промислових, громадських і житлових будинків в цегляному стилі. Найхарактернішою рисою таких будівель була заміна ліпних прикрас і тиньку декором із непотинькованої цегли.

## Історія
Будівлі з непотинькованими фасадами зустрічалися вже на зламі XVIII — ХІХ століть. Це були переважно виробничі і складські споруди, казарми, паркові павільйони.
Однією з найперших цегляних споруд у Києві була будівля київського Арсеналу, збудованого наприкінці XVIII сторіччя, яку сучасники, завдяки блідо-жовтому кольору цегли, називали порцеляновою. Зокрема князь І. М. Долгоруков, якій відвідав Київ у 1810 році, у своїх мемуарах порівнював мури Арсеналу з фаянсом, а також образно та з гумором описав особливості кольору київської цегли, «яка не соромлива й навіть від вогню не червоніє».
Після завершення будівництва фортеці жовта цегла пішла на спорудження цивільних будівель.
Широко використовувати жовту цеглу власного виробництва у Києві почали після затвердження у 1830 році генерального плану Нової Печерської фортеці, розробленого військовим інженером Карлом Опперманом, коли розпочалося масштабне будівництво міських укріплень. Будівельними роботами, які тривали у 1831—1861 роках, керував начальник Київського інженерного округу Отто Фрейман.

Київ
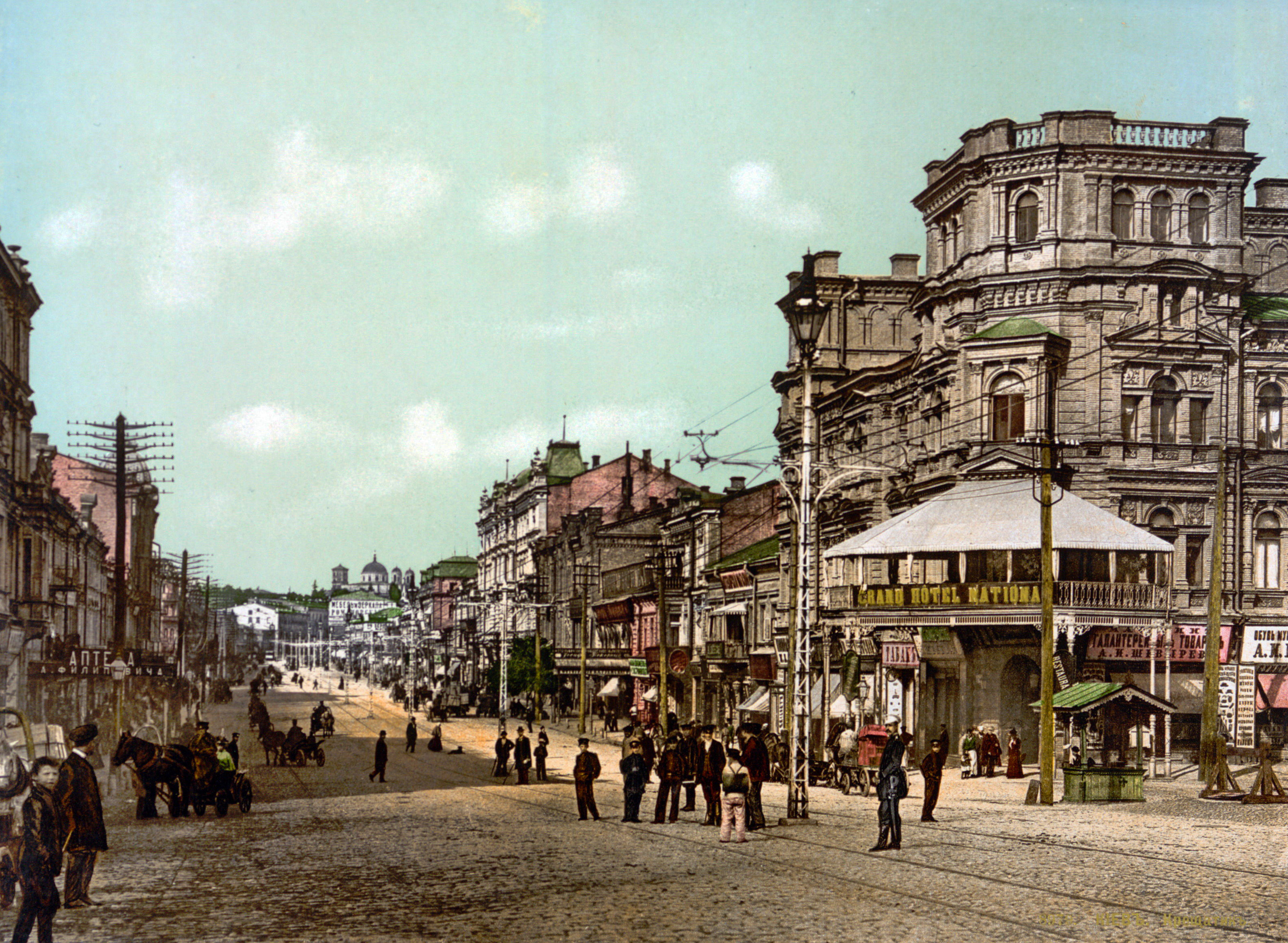
Готель «Національ» (справа)
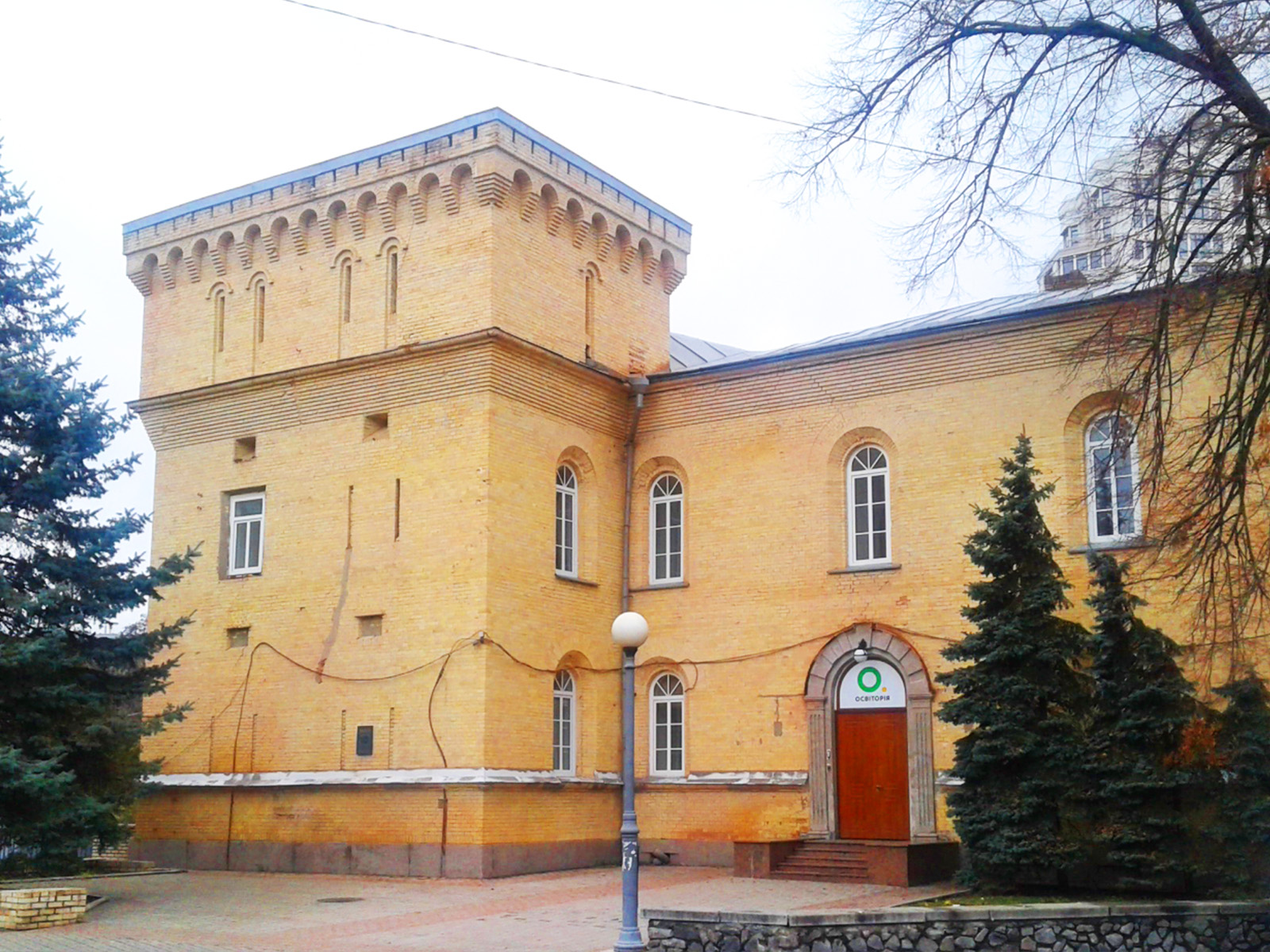
Оборонна казарма з Микільскою брамою
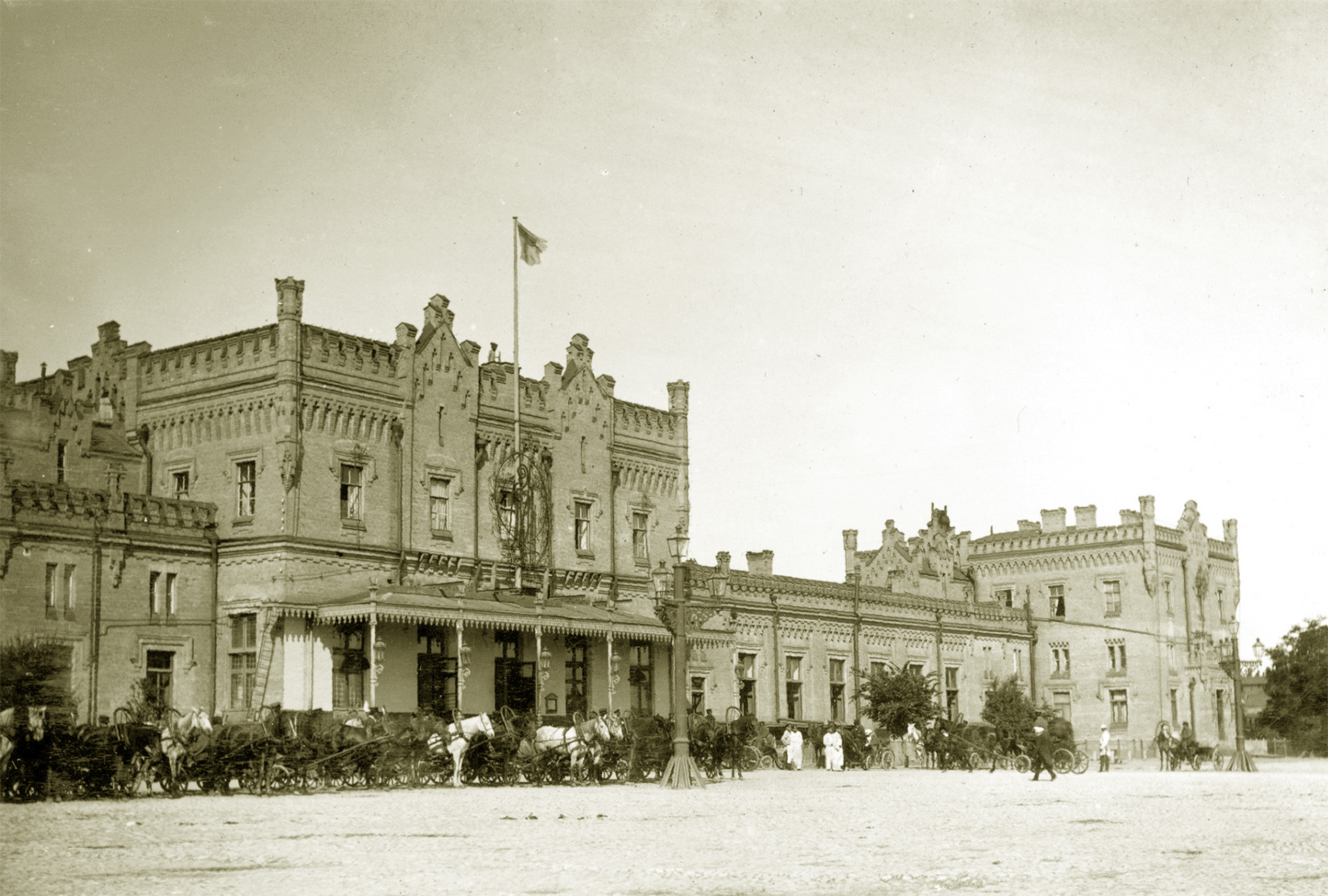
Цегляний стиль залізничного вокзалу

## Київська жовта цегла

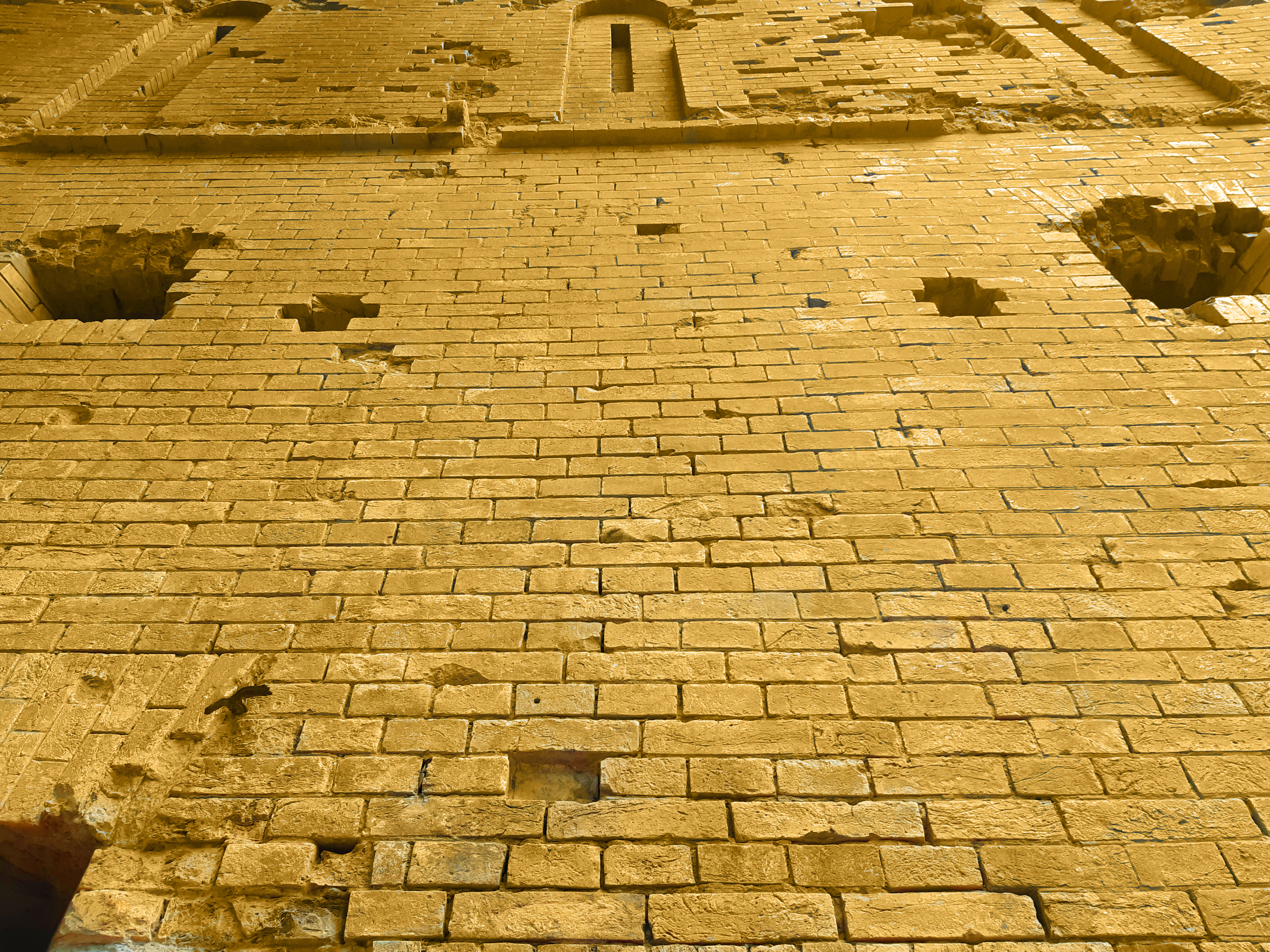
Нижні підпірні мури із жовтої цегли. Провалля

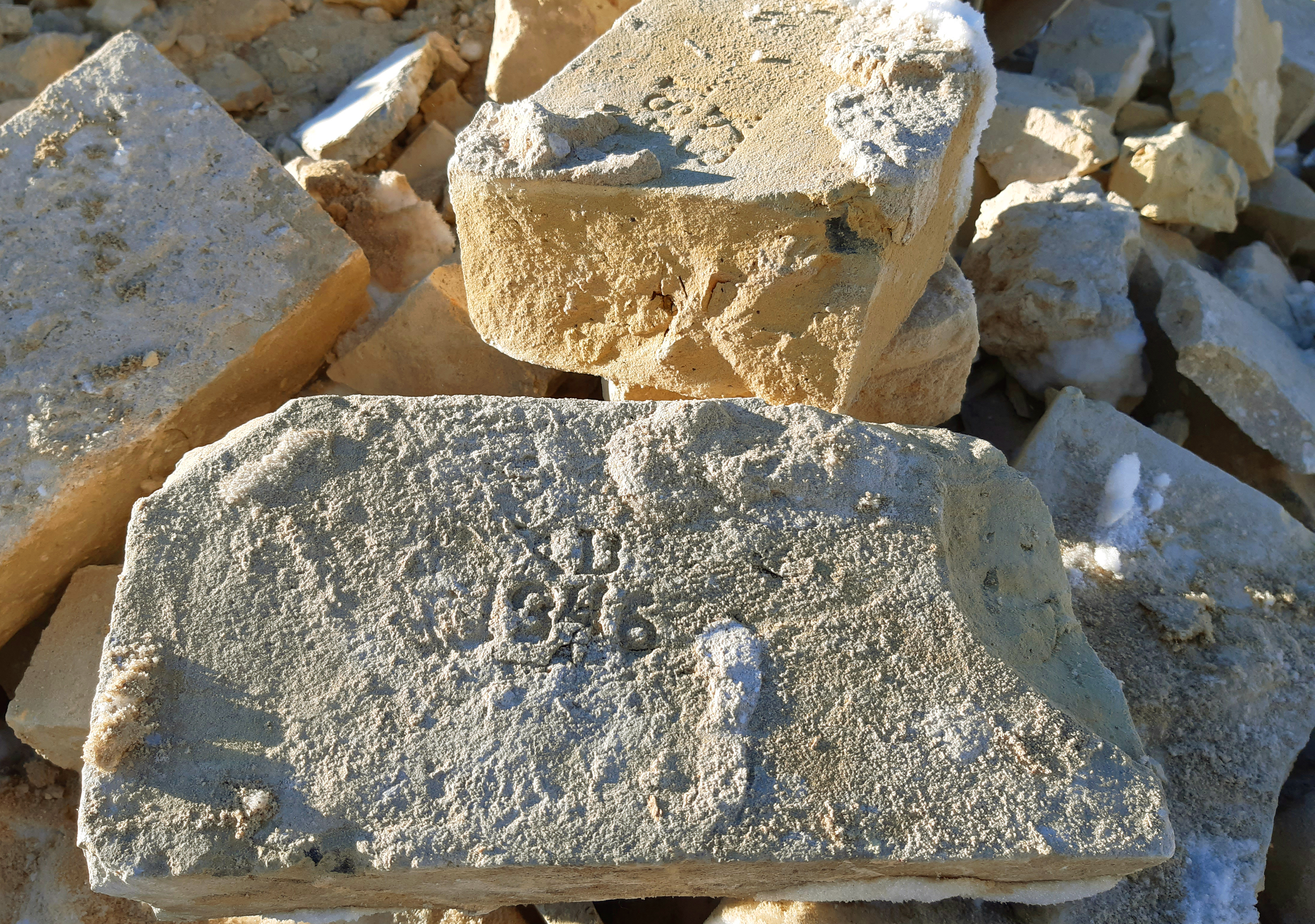
Цегла з тавром цегельні й роком виробництва. Микільська брама Київської фортеці

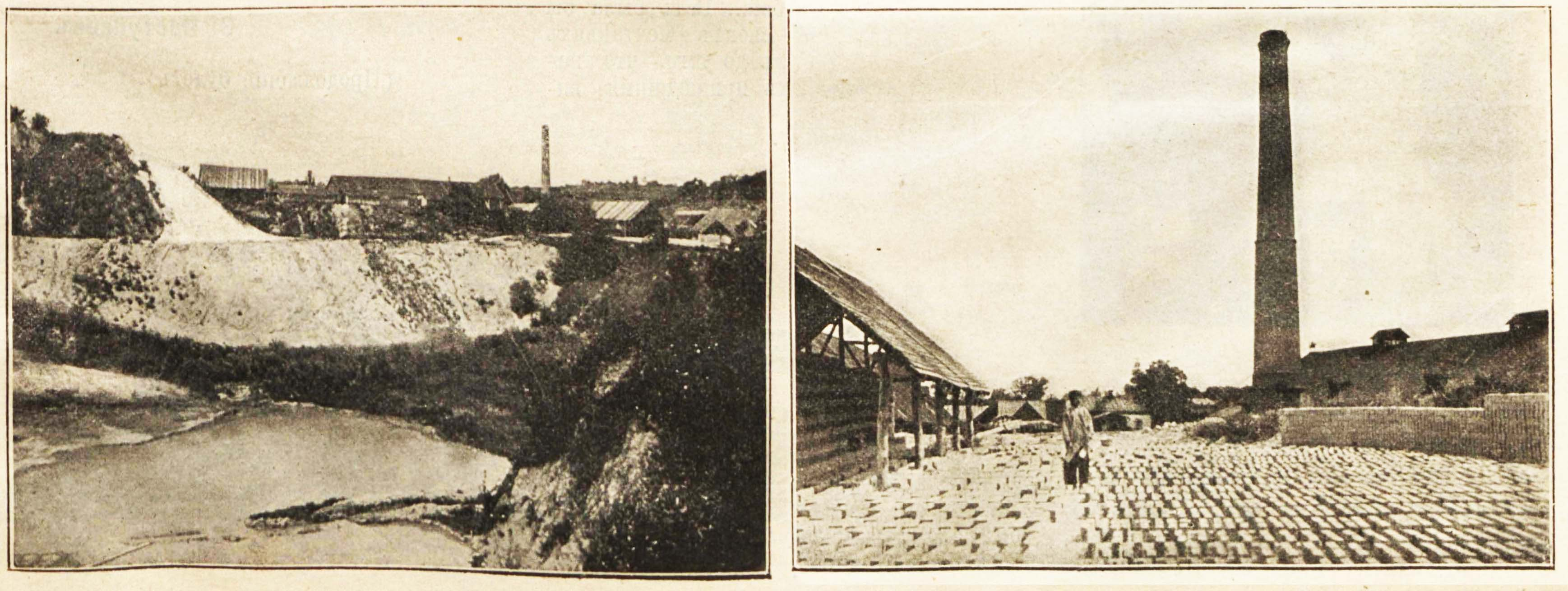
Виробництво київської цегли. Кар'єр для видобутку білого піску (зліва), сушка цегли просто неба (справа)

Цеглу (плінфу) використовували вже в давньоруській храмовій архітектурі X — початку XIII століття. Наприклад, її виготовляли для будівництва Десятинної церкви, Софійського собору, храму Спаса на Берестові. Фрагмент мурованої споруди і плінфу археологи виявили на місці княжого палацу ХІ сторіччя, зведеного на Красному дворі, що на Видубичах.
Про київську цеглу згадується і в пізніші часи. Її використовували на потребу замку. На час ревізії 1552 року цеглу зберігали у шопах (складах) на Подолі поруч із цегельнею і «біля острогу, поряд з Дніпром».  Сухої непаленої цегли, як ішлося  в документі, лежало «11 громад або стирт під дахом… у цегельні».
Проте київська жовта цегла стала відомою у ХІХ сторіччі.
Брак у Києві родовищ будівельного каменя і наявність будівельного дерева та високоякісної глини для цегли й кераміки вплинули на «фактуру» й кольористику забудови, в якій домінували цегла і дерево.
До середини 1830-х років у Києві виробляли червону цеглу на цегельні інженерного відомства, на якій працювали переважно колишні солдати з арештантських рот. Матеріал ішов тільки на фортечні роботи. Інша цегельня належала закладу громадського піклування, де також використовували працю арештантів. Окрім казенних у місті були комерційні заклади. Один із них — цегельня Терехова — видобував глину в горі біля Провалля.
У 1833 році аптекар Йоганн-Сигізмунд Ейсман (1794—1862) на власному хуторі, на виїзді Великої Васильківської дороги, у районі теперішньої Либідської площі й озера Глинка, заснував цегельню. Згодом її власниками стали його син Густав Ейсман, професор Університету святого Володимира, мільйонер, міський голова, а потім онучка Емілія, в шлюбі Суботіна.
Спочатку Ейсман виробляв червоний матеріал. Але, оскільки продукція була не зовсім якісною, на цегельні почали виробляти київську «білу» цеглу. Хоча насправді вона була світло-жовтого кольору. Її виготовляли із синюватої, а при висиханні — зеленуватої глини, що залягає в пагорбах вище рівня Дніпра.
У «Статистичному описі Київської губернії» за 1848 рік повідомлялося, що «вироблення сирої цегли триває від 15 квітня до 15 вересня, а випалювання цілий рік. У… 1844—1847 роках у середньому вироблялося по два мільйони випаленої цегли, а в 1848 — 1 500 000. Всього ж із часу заснування заводу вироблено понад 12 000 000 цегли, але кілька років зовсім роботи не здійснювалися. Цегла виходить, за властивістю глини, доброї якості для кладки мурів, фундаментів і димарів, тому що не боїться вогкості; але для печі не годиться».
Із цегли ейсманівської цегельні збудовані університет, будівлі урядових закладів, Перша і Друга гімназії, кадетський корпус, Олександрівський костел.
У 1870-х роках у Києві сталась «будівельна лихоманка». Попит на цеглу зріс. Окрім цегельні Емілії Ейсман-Суботіної діяли ще 18 підприємств. Деякі з них випалювали по 1,5-2 млн штук цегли на рік.
- Виробництво київської цегли.
 Кар'єр для видобутку білого піску (зліва), сушка цегли просто неба (справа)

## Розвиток київського цегляного стилю
Протягом другої половини ХІХ сторіччя Київ розвивався за низкою містобудівних проектів — 1855, 1861, 1869 і 1870 років. Зі скасуванням кріпацтва у 1861 році почався інтенсивний розвиток промисловості. Місто перетворилося на значний транспортний вузол. 1890 року запустили першу електростанцію, конку, а через два роки — перший в Росії і другий в Європі трамвай. Розростання виробництва заторкнуло будівельну справу. Розбудову міста обслуговували 12 цегляних заводів і цементний завод «Фор».
З 1870-х років середмістя забудовується багатоповерховими спорудами по периметру кварталів. Забудова разюче змінює візуальні зв'язки між монументальними спорудами, які раніше домінували в міському просторі. Наприкінці ХІХ сторіччя архітектура житла стала головним містоформуючим чинником. Її розвиток на зламі ХІХ–ХХ століть проходив бурхливо. З'явилися нові архітектурні течії — історичні стилі (неоренесанс, необароко, неоготика) та їхнє поєднання (еклектика). Значного поширення в Києві набули раціоналістичні течії — стиль модерну і київський цегляний стиль, що пізніше трансформувався у функціоналізм.
1913 року С. Богуславський в «Ілюстрованому путівникові» писав: «Відмінна й властива тільки одному Києву риса цих будівель — славнозвісна київська світло-жовта цегла, що виробляється на місцевих цегельнях. Більшість будинків, споруджених із цієї цегли, рідко фарбуються, ще рідше тинькуються; тільки обриси кожної окремої цеглини часто обводяться сірою фарбою».
У 1870-х роках з'явилися будинки без тиньку із чистим цегляним фасадом, першим з яких став готель «Національ» на Бессарабці, побудований архітектором Володимиром Ніколаєвим у 1870 році (не зберігся). Тоді ж звели залізничний вокзал, міський водогін 1870—1872 років, корпус № 10 (словолитня) Києво-Печерської лаври.
Освоєння нових територій спричинилося до кількох хвиль так званої «будівельної лихоманки». Виникали акціонерні товариства, що здійснювали комплексну перебудову значних територій міста. Наприкінці ХІХ сторіччя житло перетворилося на товар, а отже, з'явилися домовласники та прибуткові будинки. Один із найяскравіших прибуткових будинків 1870-1880-х років став «Замок Фроммета». Надзвичайно просте планування поєднується із неймовірно виразним виглядом веж «англійської готики».

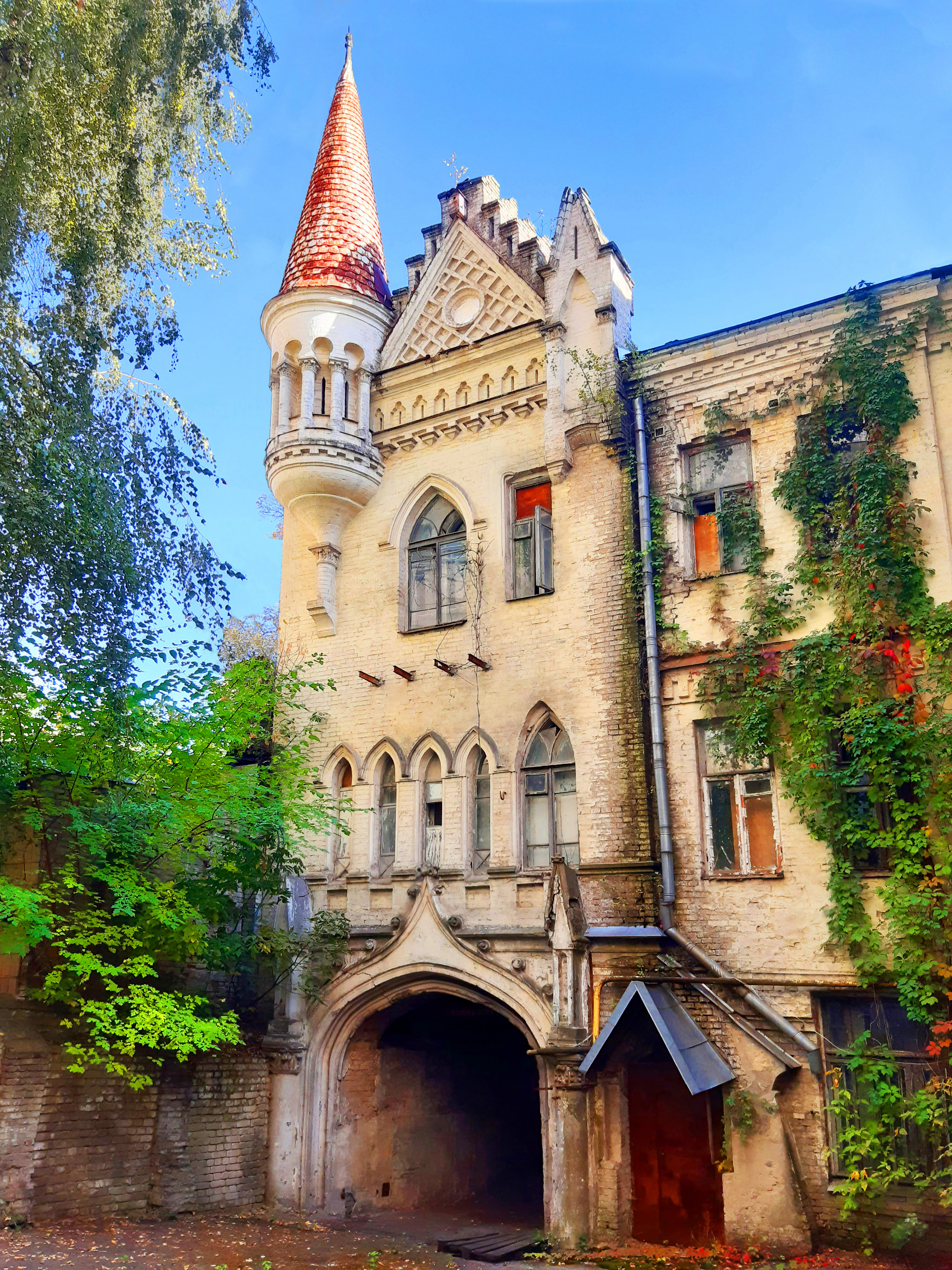
Замок барона (флігель)
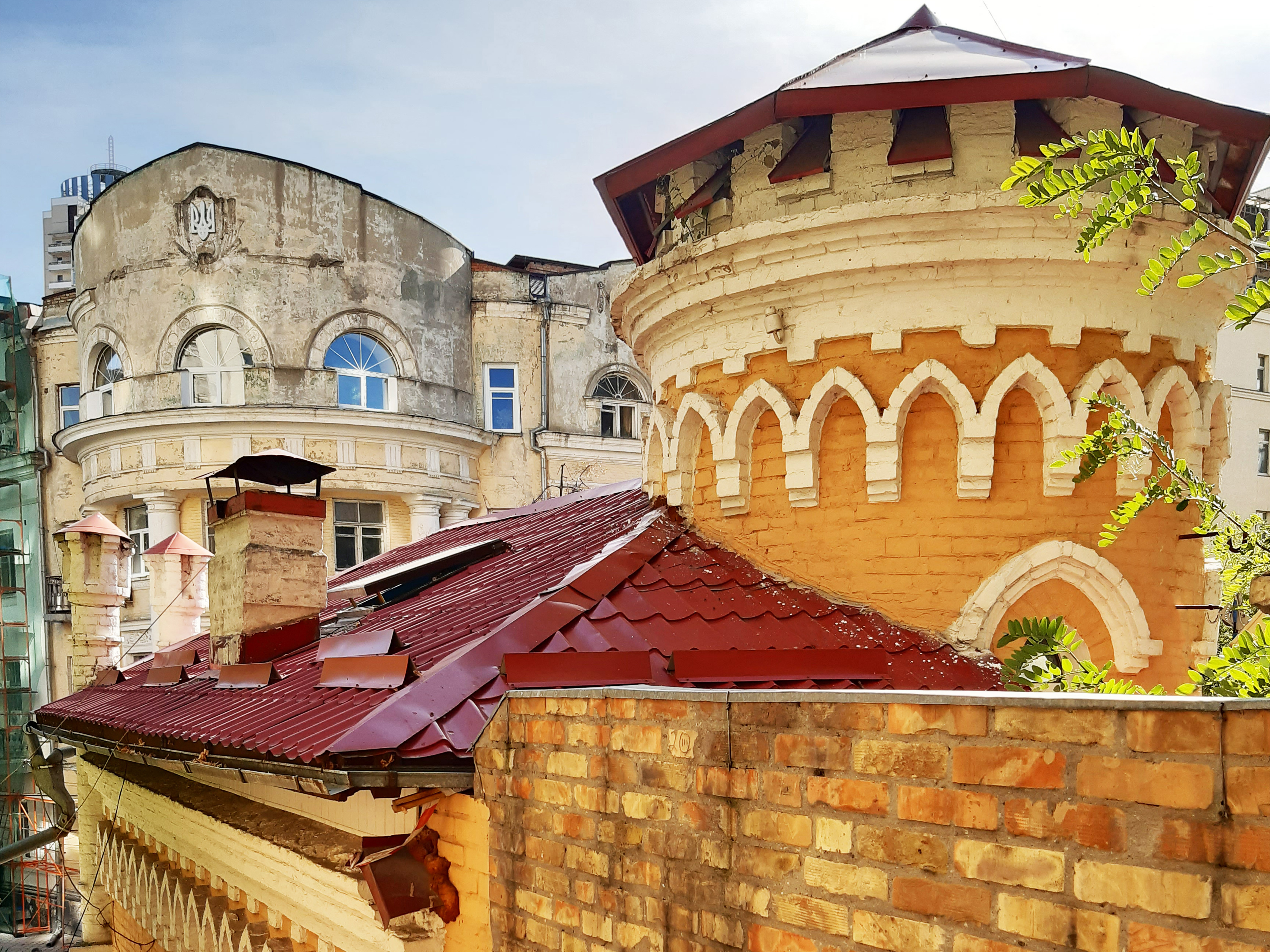
Замок доктора (флігель із круглою дозорною вежею)

## Радянська доба
У 1920-х — 1930-х роках у Києві будували фасади з червоної цегли без штукатурки спочатку в стилі спрощеного конструктивізму, а згодом в архітектурі «рядових» сталінських будинків. Після виходу в 1955 році постанови про боротьбу з «архітектурними надмірностями» і аж до розвалу Радянського Союзу всі цегляні житлові будинки (хрущовки, брежневки тощо) і більшість інших споруд будувалися без штукатурки. Споруди являли собою типові функціональні «коробки» з наймасовішої білої силікатної цегли. У низці випадків для прикраси фасадів з білої цегли використовували кольорову, насамперед червону, викладаючи з неї окремі частини фасаду або настінні візерунки.
1979 року на вулиці Саксаганського, 45-49 за проєктом архітекторів Н. Г. Бруштинської, В. М. Шарапова та інженера Я. Д.Шамеса звели 12-поверховий будинок у неомодерністському цегляному стилі. Його будували з використанням технології шумоізоляції. Вікна кімнат виходять переважно у внутрішнє подвір'я, а вікна сходів, коридорів, кухонь і ванн — на пожвавлену вулицю, якою у той час пролягала трамвайна лінія. Віконні прорізи оздоблені виразними бетонними рамами.

Цегляні будівлі радянської доби
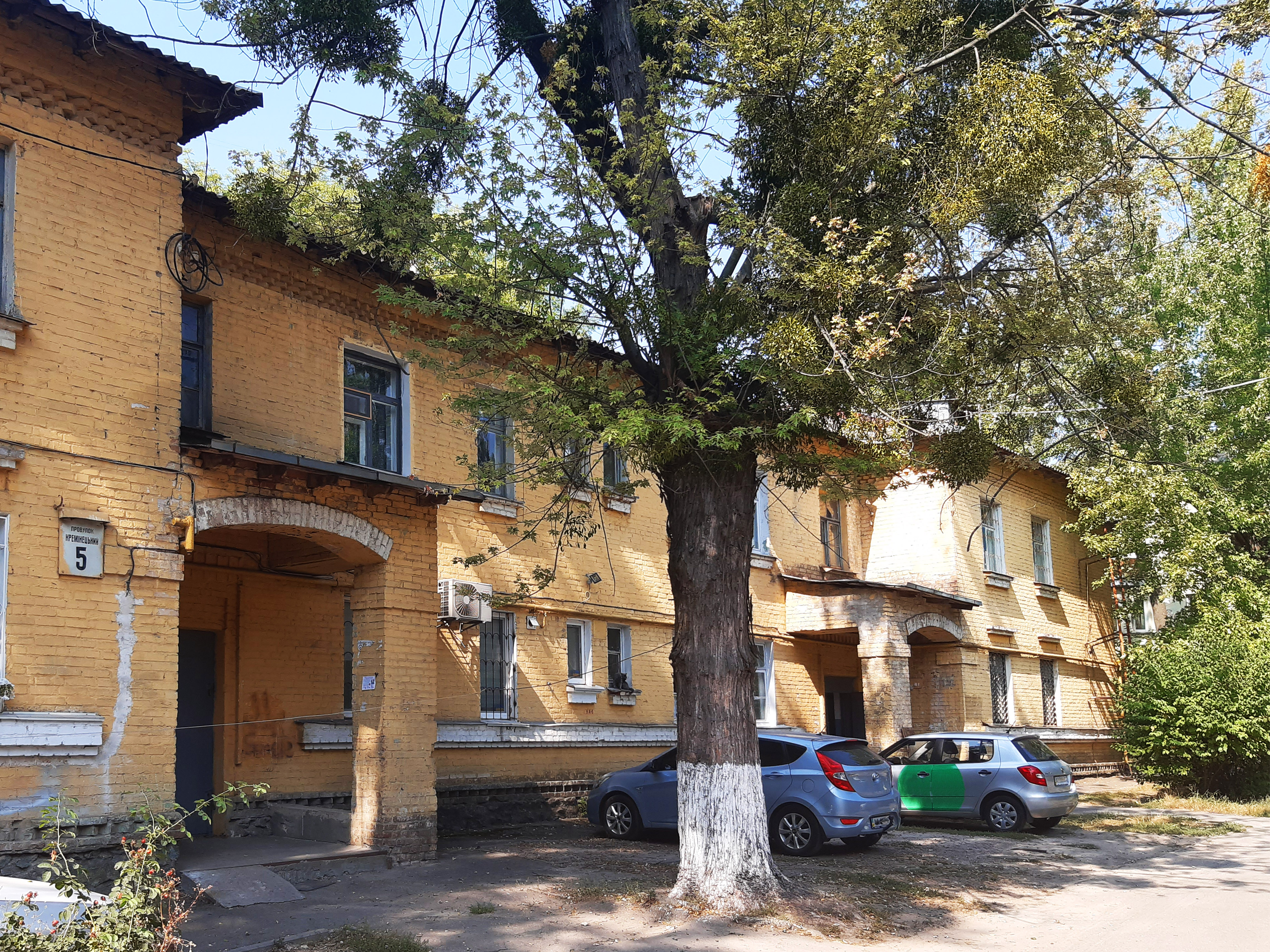
Цегляний будинок 1950-х років. Авіамістечко (зруйнований росіянами)
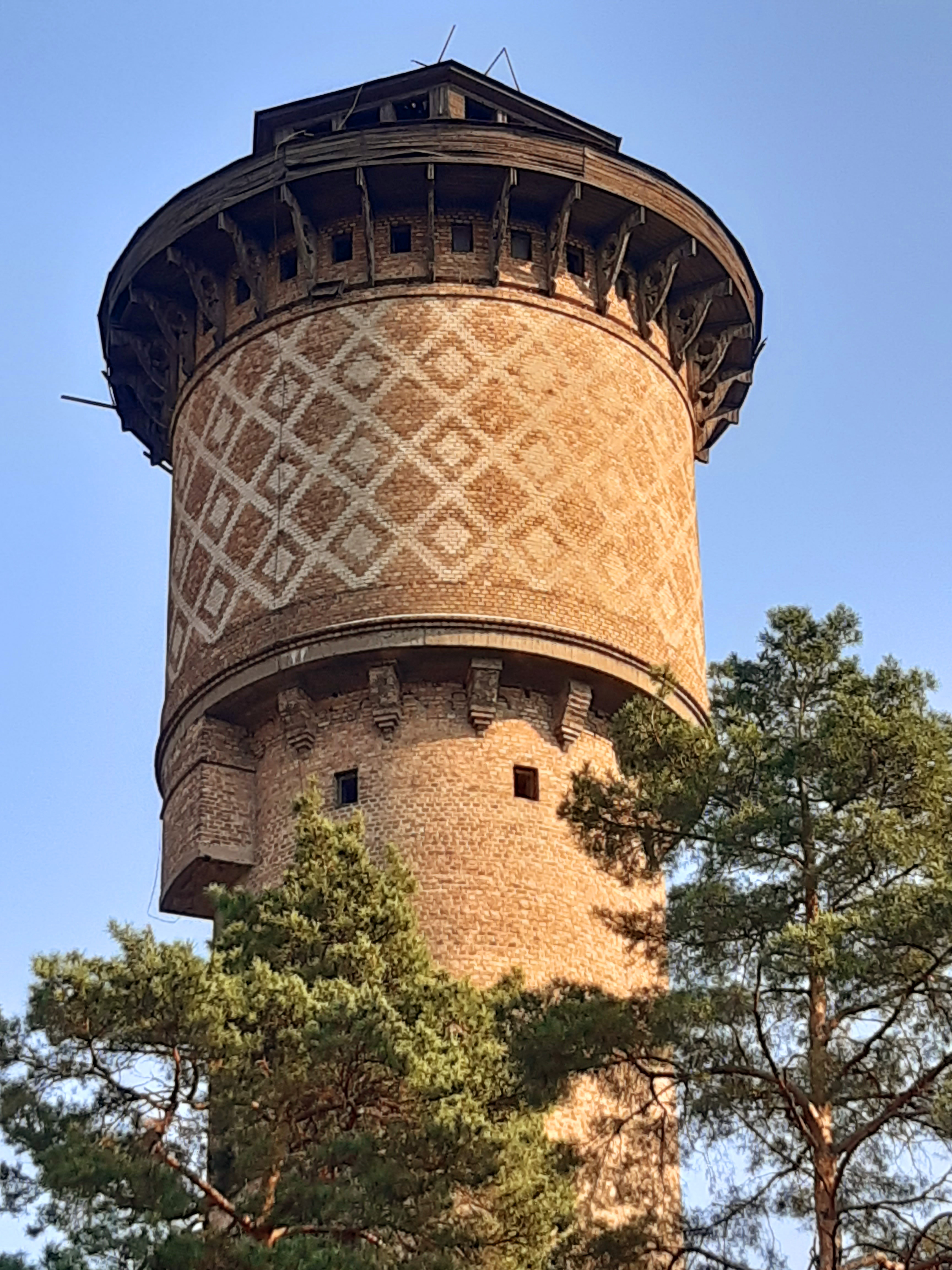
Цегляний орнамент водонапірної вежі. ДВРЗ, 1954
Постмодерний будинок 1980-х років, спроєктований під впливом цегляного стилю. Костянтинівська вулиця, 59.

## Сучасна архітектура

Посольство Нідерландів в Україні

У добу незалежності київський цегляний стиль продовжував надихати 
архітекторів. Одним із найяскравіших прикладів є будівля Посольства Нідерландів в Україні на Контрактовій площі, 7, зведена за проєктом Ганса ван Бека. Жовто-гірчичний колір споруди відсилає до київського цегляного стилю XVIII—XIX сторіччя. Фасад оздоблений чотирма видами пісковика, який використовували у минулому в Києві.